# Trdnjava Gagron
Trdnjava Gagron (hindijščina/radžastani: गागरोन का किला) je trdnjava na hribu in vodi v okrožju Džhalavar v Radžastanu v regiji Hadoti v Indiji. Je primer trdnjave na hribu in vodi. Trdnjavo je zgradil Bidžaldev Singh Dod (radžputski kralj) v 12 stoletju. Kasneje sta trdnjavo nadzorovala tudi Šer Šah in Akbar. Trdnjava je zgrajena na sotočju reke Ahu in reke Kali Sindh. Trdnjava je na treh straneh obdana z vodo, na četrti pa z jarkom, zato si je prislužila ime Džaladurg (hindujščina/radžastani: जलदुर्ग, prevod 'Vodna trdnjava'). Leta 2013 je bila vpisana za Unescov seznam svetovne dediščine kot del Hill Forts of Rajasthan.

## Zgodovina
Trdnjavo Gagron je v 12. stoletju zgradil kralj Bidžaldev, trdnjavi pa je 300 let vladalo kraljestvo Khinči. Natančen datum, ko je bila trdnjava zgrajena, ostaja skrivnost, vendar zgodovinarji ocenjujejo, da je bila trdnjava zgrajena med 7. do 14. stoletjem.
Zadnji vladar te trdnjave naj bi bil kralj Ačal Das Khinči. Med srednjeveško oblastjo so muslimanski vladarji Malve napadli trdnjavo Gagron. Sultan Hošang Šah je leta 1423 napadel trdnjavo z vojsko, ki je vključevala 30 tisoč konjenikov in 84 jezdecev na slonih. Ko je Ačal Das Khinči ugotovil, da je njegov poraz neizogiben zaradi sultanove superiornosti in višjega orožja, se ni predal in se boril, dokler ni izgubil življenja, kar je v skladu z radžputsko tradicijo. Poleg tega so mnoge ženske izvajale džauhar (žive so se zažgale), da bi se izognile sultanovim silam, ki bi jih ujele. Trdnjava naj bi videla 14 bitk in 2 džauharja kraljic.
Trdnjavo sta osvojila tudi Šer Šah in Akbar. Akbar naj bi to trdnjavo naredil tudi za sedež in jo kasneje dal Prathviraju iz Bikanerja kot del svojega posestva.

## Strukture
Trdnjava Gagron je s treh strani obdana z vodo, s četrte strani pa ima jarek, napolnjen z vodo. Zgrajena je na sotočju reke Ahu in reke Kali Sindh. Ponaša se tudi s tremi obzidji, v nasprotju s tradicionalnimi trdnjavami, ki imajo le dva. Stolpi so pomešani s hribi Mukundara v pogorju Vindhya. Gora, na kateri stoji trdnjava, je sama temelj trdnjave. Ima tudi dva glavna vhoda. Ena vrata vodijo proti reki, druga pa proti hriboviti cesti.
Sledi nekaj pomembnih struktur v trdnjavi:
- Ganeš Pol
- Nakkarkhana
- Bhairavi Pol
- Kišan Pole
- Selekhana
- Divan-i-Aam
- Divan-e-Khas
- Džanana Mahal
- Madhusudan Mandir
- Rang Mahal

Mavzolej sufijskega svetega Mitheja Šaha tik pred trdnjavo je prizorišče letnega barvitega sejma, ki poteka v mesecu muharamu. Čez sotočje je tudi samostan svetega Pipaja.

## Ohranjanje
Šest hribovskih trdnjav v Radžastanu, in sicer trdnjava Amber, trdnjava Čitor, trdnjava Gagron, trdnjava Džaisalmer, trdnjava Kumbhalgarh in trdnjava Ranthambore, je bilo med 37. srečanjem Odbora za svetovno dediščino v Phnom Penhu junija 2013 vpisanih na Unescov seznam svetovne dediščine. So bile priznane kot serijska kulturna lastnina in primeri Radžputske vojaške hribovske arhitekture.